# Bratske, Pervomaiske
Bratske (în ucraineană Братське) este un sat în comuna Hvardiiske din raionul Pervomaiske, Republica Autonomă Crimeea, Ucraina.

## Demografie
Componența lingvistică a localității Bratske
     Rusă (62,71%)
     Ucraineană (20,42%)
     Tătară crimeeană (16,67%)
     Alte limbi (0,21%)
Conform recensământului din 2001, majoritatea populației localității Bratske era vorbitoare de rusă (62,71%), existând în minoritate și vorbitori de ucraineană (20,42%) și tătară crimeeană (16,67%).